# Сомерсет против Стюарта
Сомерсет против Стюарта (1772) (также упоминаемый как дело Сомерсета, в Архиве судебных дел Великобритании как v. XX Sommersett v Steuart) — знаменитое решение Cуда королевской скамьи Великобритании в 1772 году, в котором говорилось, что признание рабов движимым имуществом не поддерживается общим правом в Англии и Уэльсе, хотя положение в других частях Британской империи оставалось неоднозначным.
Работорговля была узаконена для частных лиц английским парламентом в 1698 году. При этом рабство никогда не было разрешено законом в Англии и Уэльсе, и данное решение показало, что оно также не поддерживается общим правом. В суде рассматривался вопрос, может ли человек, невзирая на то, является ли он рабом или свободным человеком, быть выслан из Англии против воли. Судья лорд Мансфелд пришёл к выводу, что не может. Таким образом права собственности на рабов как движимое имущество впервые публично не были поддержаны, что ознаменовало одну из важных вех в кампании аболиционистов.
Некоторые историки считают, что этот случай способствовал усилению колониальной поддержки сепаратизма в Тринадцати колониях Британской Северной Америки сторонами по обе стороны вопроса рабства, которые хотели установить независимое правительство и закон. Южные колонии хотели защитить рабство и резко расширили свою территорию в течение десятилетий после завоевания независимости.

## Факты
Раб-африканец Джеймс Сомерсет был приобретён сотрудником таможни Чарльзом Стюартом в Бостоне, провинция Массачусетс-Бэй, британской коронной колонии в Северной Америке.
Стюарт привёз Сомерсета в Англию в 1769 году, но в 1771 году тот сбежал. В ноябре беглого раба поймали и посадили в тюрьму на корабле Энн и Мэри (под командованием капитана Джона Ноулза), направлявшемся в британскую колонию на Ямайке. Стюарт распорядился продать Сомерсета на плантацию. Три крестных родителя Сомерсета в Англии — Джон Марлоу, Томас Уолкин и Элизабет Кейд — 3 декабря подали заявление в Суд королевской скамьи о доставке заключённого в суд по постановлению Хабеас корпус. 9 декабря капитан Ноулз выполнил предписание, и Сомерсет предстал перед судом, который должен был определить, было ли заключение беглого раба законным.
Главный судья королевской скамьи Уильям Мюррей, 1-й граф Мансфилд, назначил слушания на 21 января, освободив заключённого под подписку о невыезде. Потом была удовлетворена просьба адвоката Сомерсета дать время до 7 февраля 1772 года на подготовку аргументов. Тем временем дело привлекло внимание прессы, общественность начала собирать пожертвования для поддержки адвокатов по обе стороны спора.
Грэнвилл Шарп, сторонник аболиционизма, постоянно искавший дела против юридических оправданий рабства, был реальным покровителем Сомерсета. Когда дело стали рассматривать, у Сомерсета появились пять адвокатов, которые выступали на трёх слушаниях в период с февраля по май. Среди этих адвокатов были молодой адвокат Фрэнсис Харгрейв, прославившийся этим своим первым делом; Джеймс Мансфилд, помощники юриста Уильям Дэви и Джон Глинн; Джон Аллейн и известный ирландский адвокат и оратор Джон Филпот Курран, чьи аргументы в защиту Сомерсета часто цитировались американскими аболиционистами (такими, как Фредерик Дуглас).
Защитники Сомерсета утверждали, что, хотя колониальные законы могут разрешать рабство, ни общее право Англии, ни какой-либо принятый парламентом закон не признают существование рабства, и поэтому рабство незаконно. Адвокаты также утверждали, что английское договорное право не позволяет любому человеку поработить себя, и ни один контракт не может быть обязательным без согласия этого лица. Аргументы были сосредоточены на юридических деталях, а не на гуманитарных принципах. Два адвоката Чарльза Стюарта аргументировали свою позицию тем, что собственность имеет первостепенное значение и что было бы опасно освобождать всех чернокожих в Англии, которых в то время насчитывалось приблизительно 15 000 человек.

## Решение
Лорд Мансфилд выслушал аргументы и сначала дал короткое заключение, призвав стороны прийти к соглашению об освобождении Сомерсета. В противном случае решение будет вынесено судом, предупредил он: «пусть справедливость восторжествует независимо от последствий».
Решение по делу было вынесено 22 июня 1772 г. (цитируется по статье в «General Evening Post», сообщающей о судебном процессе). Суд привёл мнения генерального прокурора Филиппа Йорка и генерального солиситора Чарльза Толбота от 1729 года по иску о доставке рабов в Великобританию, подтверждённые затем лордом Хартвиком 19 октября 1749 года, в которых упоминалось: если раб привезён в Англию или принял христианство, он приобретает свободу. При этом судья указал, что иностранец не может быть осуждён по законам страны, откуда прибыл (памятуя о том, что в британских колониях в Америке рабство законно и раб не может получить свободу без согласия своего хозяина или владельца). В Великобритании ни один владелец не может распоряжаться рабом вопреки его желанию, не может наказать его за побег со службы или выслать, поэтому Сомерсет должен быть освобождён от наказания.

## Значение

### После решения
Сомерсет был освобождён, и хотя его сторонники ликовали, лорд Мансфилд подчёркивал главным образом юридические аспекты решения, избегая рассуждений о моральной стороне.
Часто ошибочно цитируют заявление лорда Мансфилда «этот воздух слишком чист, чтобы раб мог дышать», но этого он не говорил. Это цитата из речи Уильяма Дэви в защиту Сомерсета, который, в свою очередь, процитировал решение по делу 1569 года в интерпретации юриста Джона Рашворта от 1706 года, согласно которому, когда во времена правления королевы Елизаветы I некий «Картрайт привёз раба из России и подверг его бичеванию, за что был призван к суду, указавшего, что «воздух Англии слишком чист для того, чтобы им дышали рабы».

### Прецедент
Правоведы годами спорили о том, какой правовой прецедент был создан в этом деле и насколько широко его можно трактовать.
В 1785 году лорд Мансфилд высказался о деле Шарлотты Хоу, негритянки, привезённой в Англию и обратившейся за помощью по бедности в приход Диттон после смерти своего хозяина, капитана Хоу. Судья заявил, что дело Сомерсета только определило, что хозяин не может заставить раба покинуть Англию, так же как в более ранние времена мастер не мог выгнать своего виллана (батрака). Он постановил, что Шарлотта не имеет права на получение помощи в соответствии с законом «О социальной помощи бедным» 1601 года, потому что помощь зависит от того, был ли человек «нанят», и это не относится к рабам.
Решение Мансфилда по делу Сомерсета прямо не говорит о том, что рабы стали свободными, въехав в Англию, и об их статусе в Англии. В деле Шарлотты Хоу судья, по-видимому, сравнивал статус раба со статусом виллана («villein in gross») — древним феодальным статусом рабства, который технически не был отменён в английском праве, но исчез на практике. Он не сделал этого в деле Сомерсета, несмотря на приглашение адвоката со стороны Стюарта.
Решение по делу Сомерсета создало радикальный прецедент. Это противоречило официальному мнению Генерального прокурора сэра Филиппа Йорка и Генерального солиситора Чарльза Толбота 1729 года, а также решению сэра Филиппа Йорка 1749 года по делу о доставке рабов. В этих решениях указывалось, что рабы являются имущественными объектами (Йорк назвал их «подобием скота на ферме»), которые не освобождаются ни в результате принятия христианства, ни в результате въезда в Англию, что их хозяин имеет право вывезти их, покидая Англию.
Установленный делом прецедент имел широкие последствия. В «Рабской милости» в 1827 году лорд Стоуэлл оставил в силе решение Вице-адмиралтейского суда в Антигуа, согласно которому рабыня, добровольно вернувшаяся на родину, должна была подчиниться власти над ней, вытекающей из закона о рабстве Антигуа, несмотря на то, что прожила в Англии в течение года как свободный человек. Лорд Стоуэлл раскритиковал решение лорда Мансфилда по делу Сомерсета как противоречащее решению Йорка и допускающее, что «владельцы рабов не имели бы власти или контроля над ними в Англии, а также не могли отправлять их обратно в колонии».
Более широкое толкование дела Сомерсета послужило основой для решения Джастиса Беста в деле Форбс против Кокрейна в 1824 году. Он указал, что нет оснований признавать в Англии рабство, применяемое в других частях Британской империи, и описал дело Сомерсета как дающее право рабу в Англии на освобождение, указав, что любое лицо, пытающееся заставить его вернуться в рабство, следует признать виновным в нарушении.

### Внутренний эффект
Хотя дело Сомерсета подкрепило движение аболиционистов и осудило использование рабов в Англии, оно не положило конец участию британцев в работорговле или рабстве в других частях Британской империи, где в колониях были установлены законы о рабстве. Несмотря на постановление, сбежавших рабов продолжали незаконно возвращать в Англию. Спустя всего год после постановления по делу Сомерсета в газете появилось сообщение о том, что пойманный беглый раб совершил самоубийство в Англии. Кроме того, газетная реклама подтверждала, что на Британских островах рабов продолжали незаконно покупать и продавать. Лишь в 1807 году парламент принял решение о пресечении работорговли, вначале использовав Королевский флот для блокирования доставки рабов во французские колонии, а затем объявив вне закона практику британских подданных. Однако рабство продолжалось в различных частях Британской империи до принятия Закона об отмене рабства 1833 года. Работорговцы, которые финансировали защиту Стюарта, беспокоились не об относительно ограниченном количестве рабов в Великобритании, а о том, как судебный прецедент повлияет на их зарубежные интересы. В конце концов, они смогли продолжать свой бизнес в течение 61 года после решения лорда Мансфилда.
Аболиционисты утверждали, что закон Англии должен применяться если не в колониях, то на английских судах.
В 1780 году протестантская толпа обстреляла дом Мансфилда из-за его решений в поддержку прав католиков. В деле Шарлотты Хоу и прихода Диттон лорд Мансфилд, по-видимому, пытался ограничить влияние дела Сомерсета.
Мансфилд описал систему рабства как «одиозную» в то время, когда работорговля была экономически выгодна для британских торговцев, и движение за её отмену было в зачаточном состоянии. Резонанс дела проявил эту общественную проблему. Впоследствии это широко интерпретировалось как шаг к прекращению рабства в Великобритании.
Дело считается наследием лорда Мансфилда и переломным моментом в истории рабства. В английском праве цитируется его изречение в суде перед началом слушаний: «Пусть справедливость будет восстановлена, даже если обрушится небо».

### Влияние в Великобритании и колониях
Дело Сомерсета стало важной частью законодательства о рабстве в англоязычном мире и подтолкнуло аболиционизм. Постановление лорда Мансфилда стало вкладом в концепцию борьбы с рабством как явлением, противоречащим «как естественному праву, так и принципам английской конституции».
Дело «Найт против Уэддерберна» в Шотландии началось в 1774 году и было завершено в 1778 году с постановлением, что рабство не существует в общем праве Шотландии, являющейся частью Великобритании. Некоторые юристы считали, что аналогичные определения могут быть сделаны в британских колониях, которые имеют в своих королевских уставах положения, требующие, чтобы их законы не противоречили законам Англии «насколько это возможно». К 1783 году Тринадцать колоний получили независимость и установили свои законы, связанные с рабством, причём северные штаты отменили его, некоторые постепенно.
Рабство в остальной части Британской империи, исключая Индию, продолжалось до 1833 года. Индия была исключена из этих положений, так как рабство считалось частью культуры коренных народов и не нарушалось.